# جنیفر لاوگرو
جنیفر لاو گرو نویسنده کانادایی است که اولین رمانش با نام «ببین چگونه قدم برمی‌داریم» نامزد جایزه اسکاتیا گیلر بانک در سال ۲۰۱۴ شد.
جنیفر، همچنین مجموعه اشعار «خنجر بین دندان هایش» (۲۰۰۲) و «نباید نگهبان را اخراج می‌کردم» (سال ۲۰۰۵) را منتشر کرده‌است. از او آثار مختلفی در نشریات The Fiddlehead ,This Magazine ,Taddle Creek ,The Puritan, Now, SubTerrain، مرکز مطالعات زنان کانادا و نشنال پست منتشر شده‌است.